# Creully
Creully est une ancienne commune française, située dans le département du Calvados en région Normandie, intégrée à la commune nouvelle de Creully sur Seulles depuis le 1er janvier 2017.

## Géographie
Creully se trouve à 7 km des plages du débarquement, à mi-chemin entre Bayeux et Caen et à 20 minutes de Ouistreham, la porte vers l'Angleterre. Ne couvrant que 856 hectares, son territoire est cependant le plus étendu de son canton qui comprend 25 communes.
| Villiers-le-Sec                      | Crépon    | Tierceville         |
| Villiers-le-Sec, Saint-Gabriel-Brécy | Creully   | Tierceville, Amblie |
| Saint-Gabriel-Brécy                  | Lantheuil | Lantheuil           |

## Toponymie
Le premier nom de Creully: Curleïum, date de 912 lors de l'installation de Göngu-Hrolfr, (appelé Rollon) dans le Bessin lors du traité de Saint-Clair-sur-Epte. Attesté sous les formes Croillie 1155, Croelli en 1160.
Nom de domaine de type gallo-roman en -i-acum, précédé du nom d'homme gaulois Crollus.
Le nom de la commune est souvent confondu avec Creuilly (Petit- et Grand-Creuilly) à La Tour-Saint-Gelin en Touraine. Cependant, il partage la même étymologie, ainsi que Creulley à Viessoix, autre commune du Calvados.
Le gentilé est Creullois.

## Histoire

### Moyen Âge
Dans la première moitié du XIe siècle la paroisse a pour seigneur Hamon aux dents (Hains-az-Dentz), descendant de Rollon, l'un des barons normands révoltés contre le jeune duc de Normandie, Guillaume le Bâtard, qu'il affrontera en 1047 à la bataille de Val-ès-Dunes, et où il trouvera la mort.
Celui-ci, premier baron de Creully, fit édifier sur l'emplacement d'un ancien oppidum gaulois la première forteresse (probablement en bois) dominant la vallée de Seulles[réf. nécessaire].
Mabel FitzRobert de Gloucester, fille de Robert FitzHamon apportera à la suite de son mariage en 1121 ou 1122, la baronnie de Creully, ainsi que celle de Torigny, à son époux Robert de Gloucester.

### Époque contemporaine

#### Creully pendant la bataille de Normandie

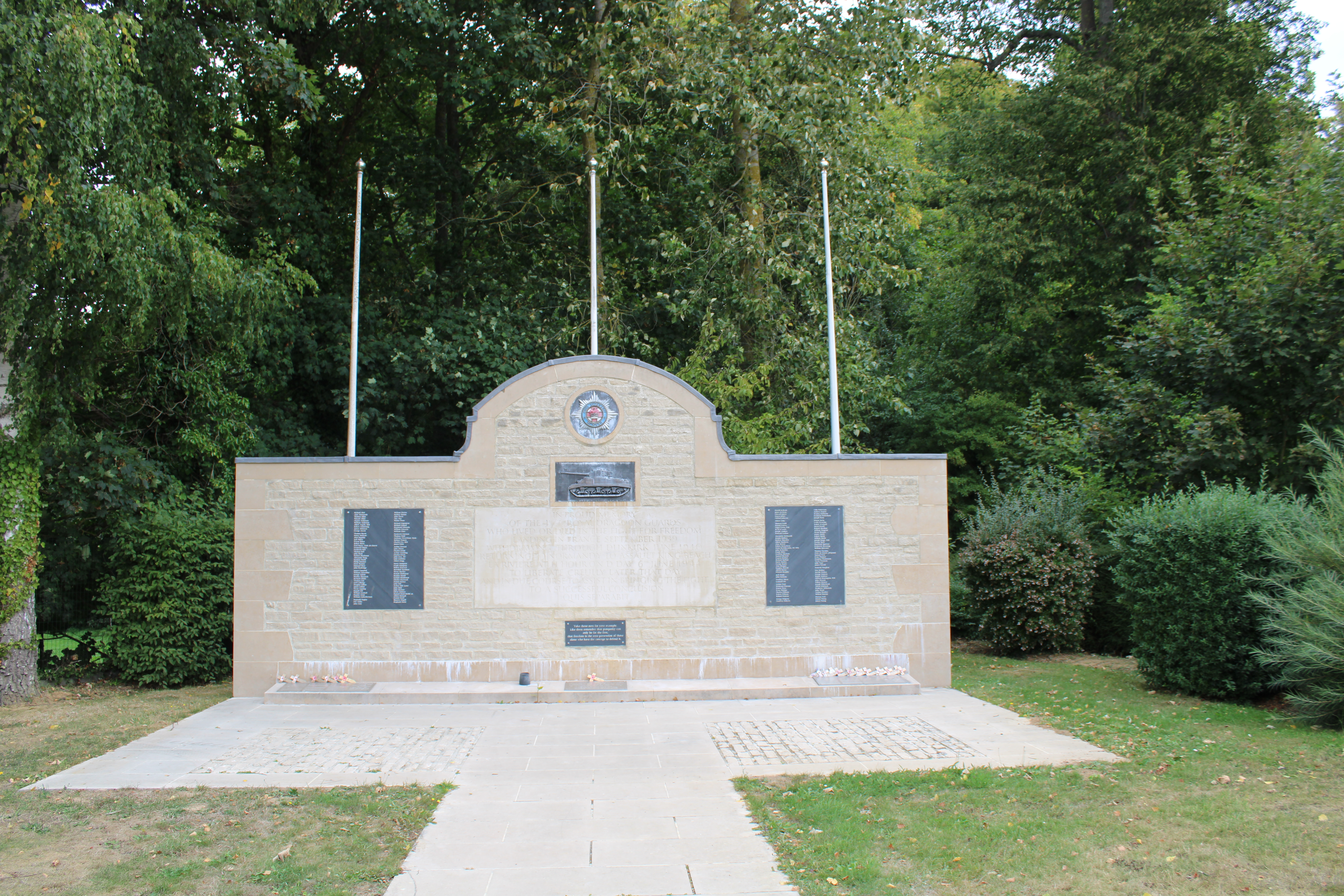
Le Royal Dragoon Guards Memorial.

Dès l'après-midi du 6 juin 1944, le village de Creully, point de jonction entre les armées canadiennes et britanniques, s'est retrouvé au centre de l'organisation du débarquement en accueillant successivement l'émetteur de la BBC puis le quartier général du général Montgomery.
Le 6 juin
Lors du débarquement de Normandie, le village de Creully se situe à la limite des secteurs de débarquement de Gold Beach (Britanniques) et  de Juno Beach (Canadiens).
Point de jonction entre les Britanniques et les Canadiens, il est libéré dans l'après-midi du 6 juin 1944 par les 4/7th Royal Dragoon Guards rejoints par les Royal Winnipeg Rifles.
Le 7 juin
Frank Gillard, reporter britannique de la BBC, est envoyé à Creully pour y installer son émetteur MCO sous une tente dans les hauteurs du villages. Le bruit du vent et des combats sont tels qu'il ne peut pas effectuer ses enregistrements. Il se retranche donc dans la tour du château de Creully. La tour servit pendant plus d'un mois à la diffusion des nouvelles de la bataille de Normandie par la BBC, qui recevra la visite de nombreux journalistes de guerre.
Le 8 juin
- Le 8 juin[7], Montgomery, commandement du 21e groupe d'armées, installe son quartier général constitué, entre autres, de trois roulottes, camouflé sous des filets, sur la pelouse et dans le parc du château de Creullet[9].
- Le Lt. Colonel Rankin s'entretient avec le Maire de Creully, Mr. Paillaud, pour préparer la construction de l’aérodrome ALGB9 (Advanced Landing Ground B9 "B" pour britannique, 9 car c'est le 9e aérodrome construit) plus de 200 hectares entre Creully et Lantheuil).

Le 11 juin

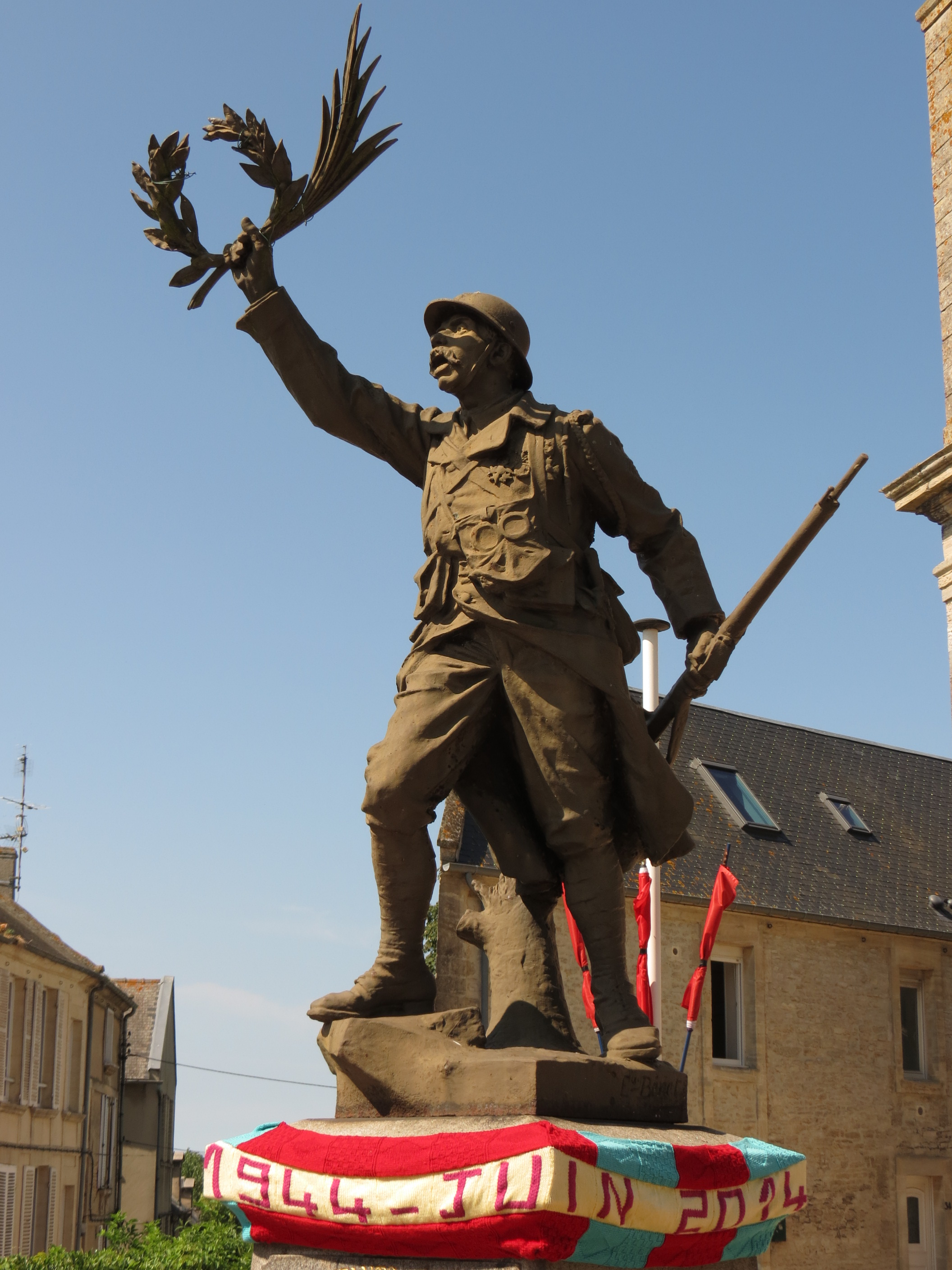
La statue du monument aux morts, devant l'église.

Montgomery organise sur la pelouse de Creullet sa première conférence de presse sur le sol français libéré.
Le 12 juin
- Impatient de visiter les plages du débarquement, Winston Churchill est reçu dans le QG de Montgomery. Il est accompagné de Jan Smuts[10].
- Début des travaux de décapage des sols, moissons et nivelages pour construire l’aérodrome B9.

Le 14 juin
Le 14 juin, le général de Gaulle est de passage à Creullet le 14, avant son discours de Bayeux, le général Eisenhower le 15 et enfin le roi George VI le 16. Le QG de Montgommery déménagera à Blay le 23 juin après que les Allemands ayant repéré l'emplacement du quartier général bombardèrent de plus en plus précisément les alentours de la propriété.
Mais le château de Creully abritera aussi le club pour les aviateurs canadiens RCAF de l'aérodrome B9 de juin à août 1944. Le site de cet aérodrome était situé entre Lantheuil, Creully, Saint-Gabriel-Brécy, les squadrons 438, 439 et 440 de la Royal Canadian Air Force y décollèrent.

#### XXIesiècle
Le 1er janvier 2017, Creully intègre avec deux autres communes la commune de Creully sur Seulles créée sous le régime juridique des communes nouvelles instauré par la loi no 2010-1563 du 16 décembre 2010 de réforme des collectivités territoriales. Les communes de Creully, de Saint-Gabriel-Brécy et de Villiers-le-Sec deviennent des communes déléguées et Creully est le chef-lieu de la commune nouvelle. Le 23 mai 2020, le conseil municipal vote la suppression des communes déléguées à partir du 1er juin 2020.

## Politique et administration
| Période                                  | Période       | Identité        | Étiquette  | Qualité                                  |
| ---------------------------------------- | ------------- | --------------- | ---------- | ---------------------------------------- |
| février 1935                             | aout 1960     | Edmond Paillaud | RS-UNR-UDR | Fromager, conseiller général (1945-1960) |
|                                          |               |                 |            |                                          |
| avant 1981                               | 1983          | Claude Corbet   |            |                                          |
| 1983                                     | mars 2001     | Henri Clairon   |            |                                          |
| mars 2001                                | avril 2014    | Roger Levert    |            | Enseignant                               |
| avril 2014                               | décembre 2016 | Jean-Paul Béron |            | Retraité, ancien cadre de la SNCF        |
| Les données manquantes sont à compléter. |               |                 |            |                                          |

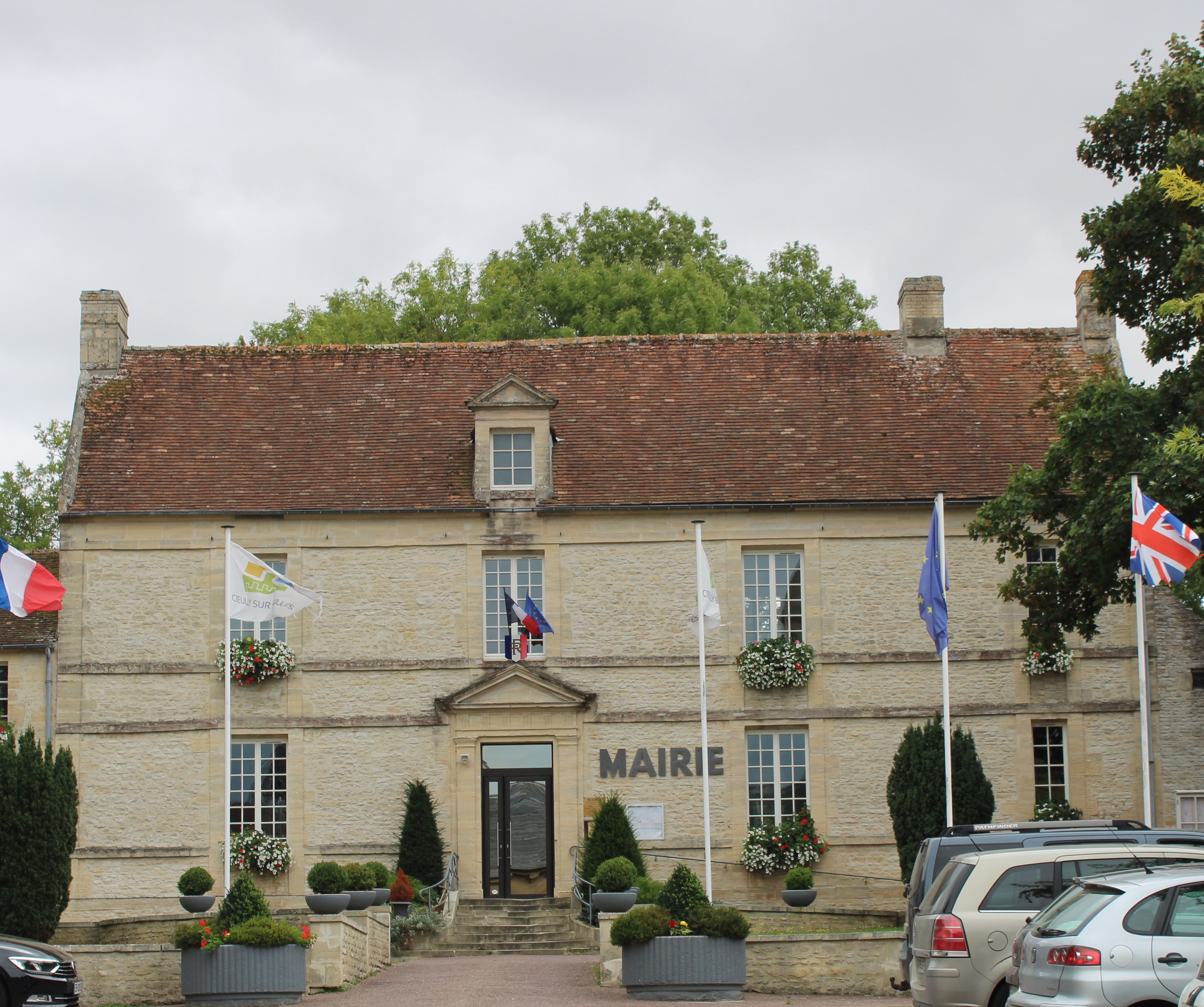
La mairie.

Le conseil municipal était composé de dix-neuf membres dont le maire et cinq adjoints.

## Économie

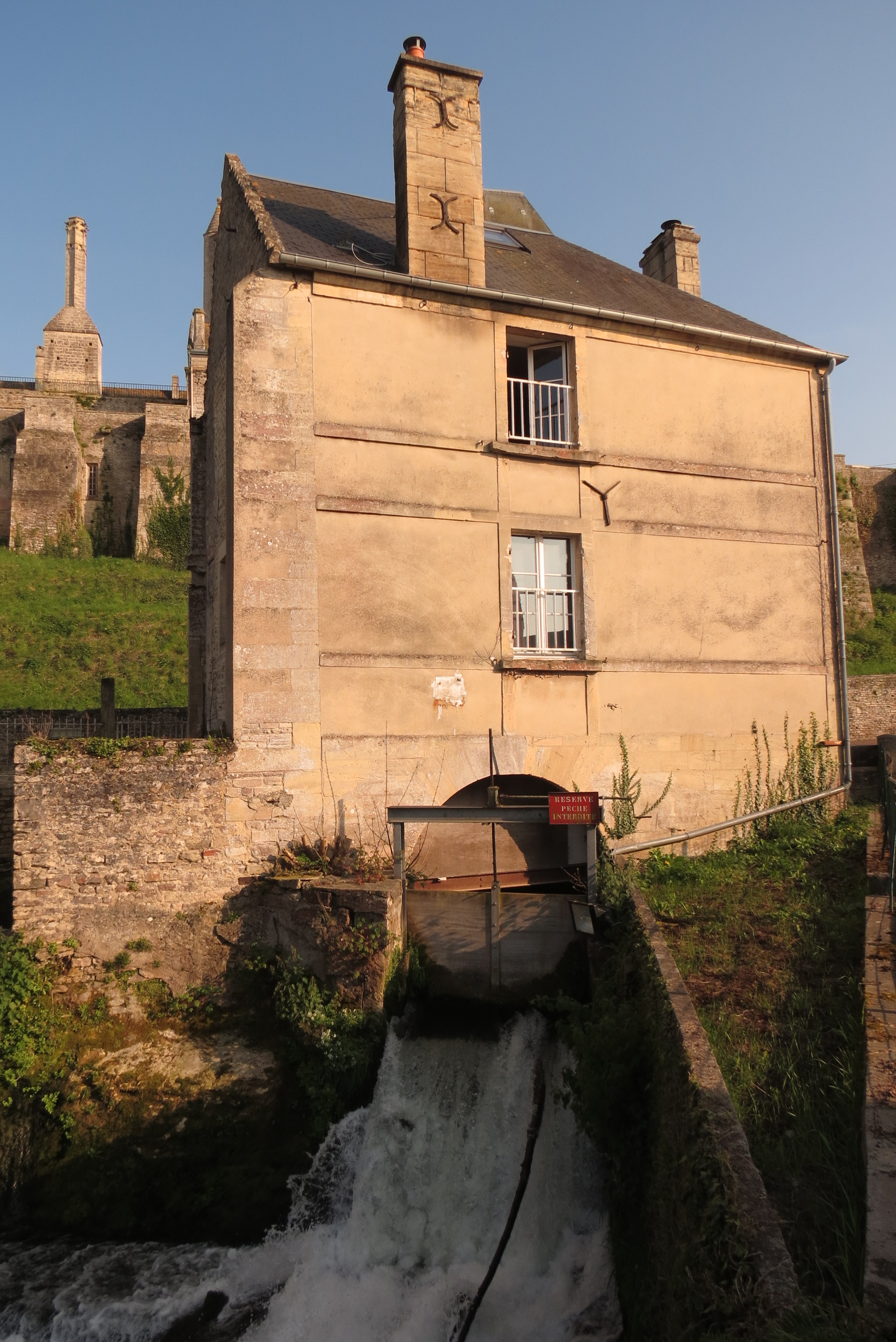
Ancien moulin de Creully.

## Démographie
L'évolution du nombre d'habitants est connue à travers les recensements de la population effectués dans la commune depuis 1793. À partir du 1er janvier 2009, les populations légales des communes sont publiées annuellement dans le cadre d'un recensement qui repose désormais sur une collecte d'information annuelle, concernant successivement tous les territoires communaux au cours d'une période de cinq ans. 
Pour les communes de moins de 10 000 habitants, une enquête de recensement portant sur toute la population est réalisée tous les cinq ans, les populations légales des années intermédiaires étant quant à elles estimées par interpolation ou extrapolation. Pour la commune, le premier recensement exhaustif entrant dans le cadre du nouveau dispositif a été réalisé en 2007,.
En 2018, la commune comptait 1 586 habitants, en évolution de −8,75 % par rapport à 2013 (Calvados : +1,58 %, France hors Mayotte : +2,49 %).
| 1793  | 1800  | 1806 | 1821  | 1831  | 1836 | 1841  | 1846  | 1851  |
| ----- | ----- | ---- | ----- | ----- | ---- | ----- | ----- | ----- |
| 1 066 | 1 080 | 992  | 1 021 | 1 023 | 992  | 1 009 | 1 043 | 1 004 |

| 1856 | 1861 | 1866 | 1872 | 1876 | 1881 | 1886 | 1891 | 1896 |
| ---- | ---- | ---- | ---- | ---- | ---- | ---- | ---- | ---- |
| 994  | 990  | 982  | 903  | 836  | 815  | 777  | 779  | 677  |

| 1901 | 1906 | 1911 | 1921 | 1926 | 1931 | 1936 | 1946 | 1954 |
| ---- | ---- | ---- | ---- | ---- | ---- | ---- | ---- | ---- |
| 639  | 650  | 612  | 538  | 534  | 535  | 574  | 591  | 630  |

| 1962 | 1968 | 1975 | 1982  | 1990  | 1999  | 2007  | 2012  | 2017  |
| ---- | ---- | ---- | ----- | ----- | ----- | ----- | ----- | ----- |
| 692  | 817  | 692  | 1 003 | 1 396 | 1 426 | 1 524 | 1 733 | 1 597 |

| 2018  | - | - | - | - | - | - | - | - |
| ----- | - | - | - | - | - | - | - | - |
| 1 586 | - | - | - | - | - | - | - | - |

## Culture locale et patrimoine

### Lieux et monuments
- Château de Creully, forteresse du Moyen Âge des XIe et XIIe siècles (tourelle ronde et donjon carré). Il est classé au titre des monuments historiques[19].
- Église Saint-Martin, fondée au XIIe siècle, également classée Monument historique[20]. Elle abrite le tombeau d'Antoine III de Sillans classé au titre objet[21].
- Château de Creullet : château Grand Siècle établi sur le site primitif d'une seigneurie du XIe siècle, entouré d'un parc à la française, ordonnancé sur un axe de perspective avec sa pièce d'eau du XVIIe. Classé monument historique[22],[23]. La propriété a abrité le QG des forces alliées du débarquement du 8 au 22 juin 1944.
- Les anciennes halles de Creully, fondées entre les XIIIe et XVIIe siècles et réaménagées au fur et à mesure des siècles en relais de poste puis en hôtel-restaurant (Hostellerie Saint-Martin). Elles sont le seul exemple en Normandie de halle voûtée, contrairement aux halles de Saint-Pierre-sur-Dives, qui ont une charpente en bois. Les différentes parties qui la composent au rez-de-chaussée sont de style roman pour les plus anciennes salles, et début gothique pour la Grande Salle ou Grande Halle, à deux travées et une colonne centrale qui, auparavant, devait se composer de trois travées et de deux colonnes selon les fondations restantes.
- Vieux colombier du XVIIe siècle près du camping des Trois Rivières[24].
- Pierre levée du Clos Saint-Gilles sur la rive droite de la Seulles[25]. Cette pierre appelée « la Borne » pourrait être une borne milliaire romaine ou une lieue gauloise[26].

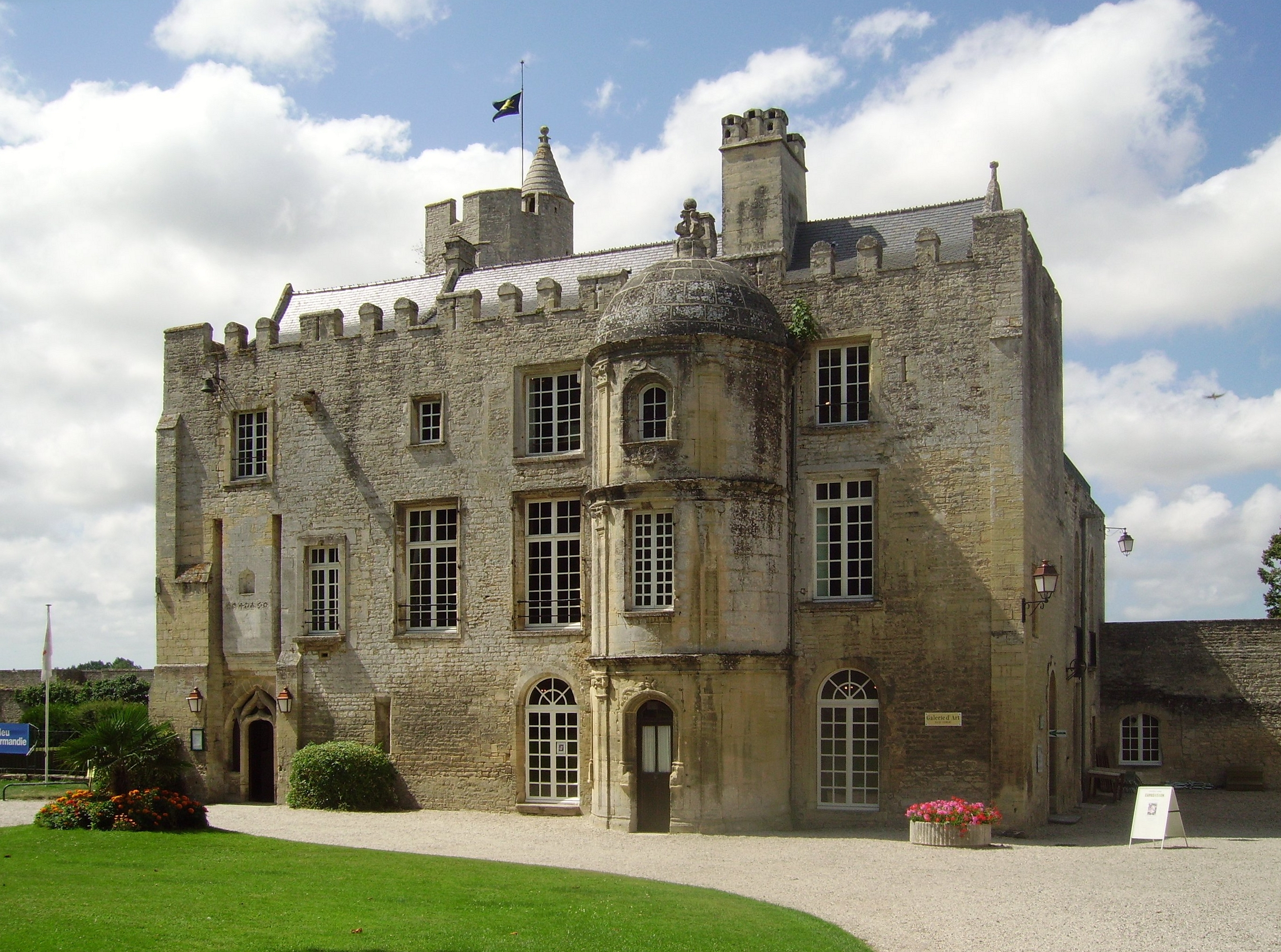
Vue du château de Creully.
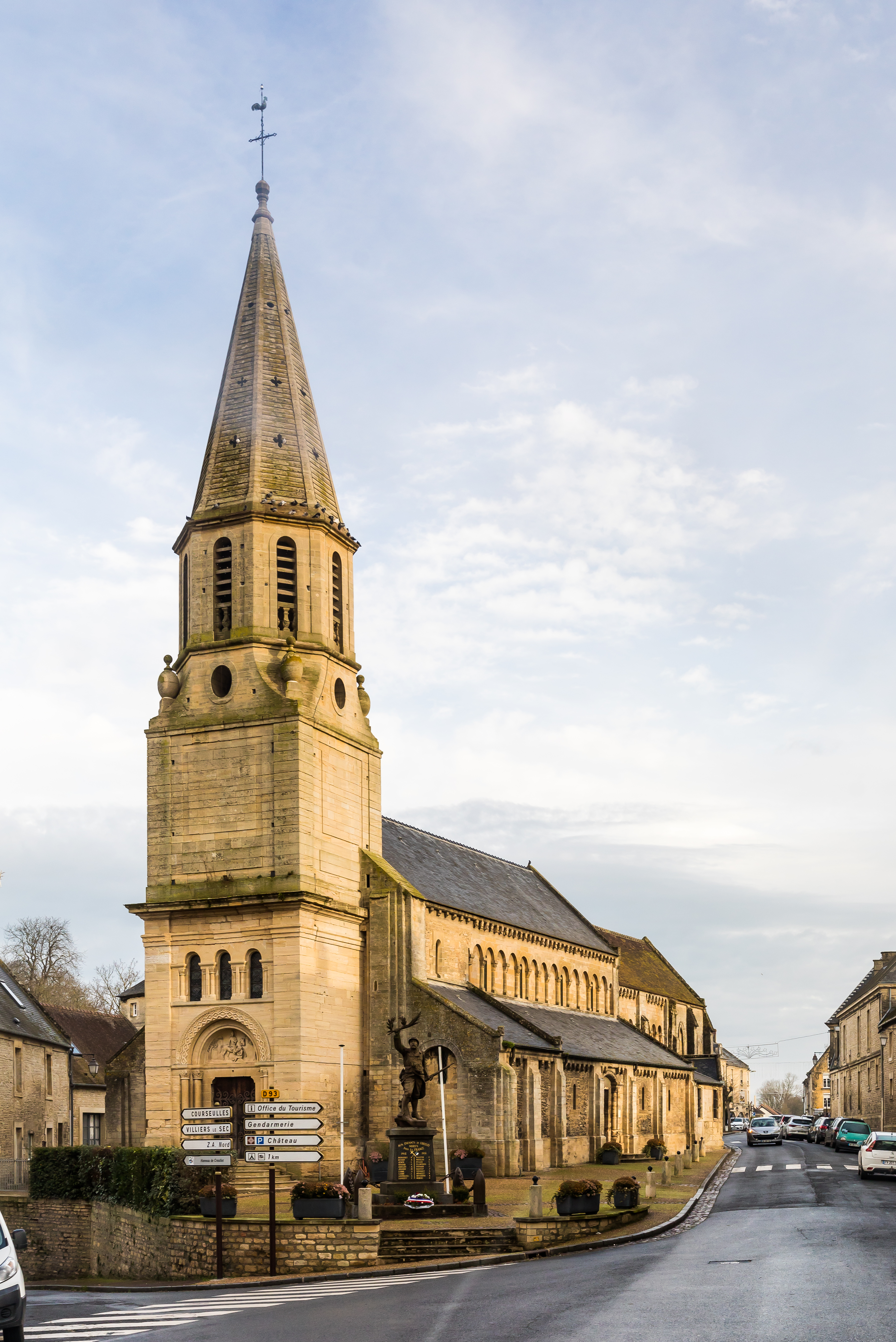
L'église de Creully.
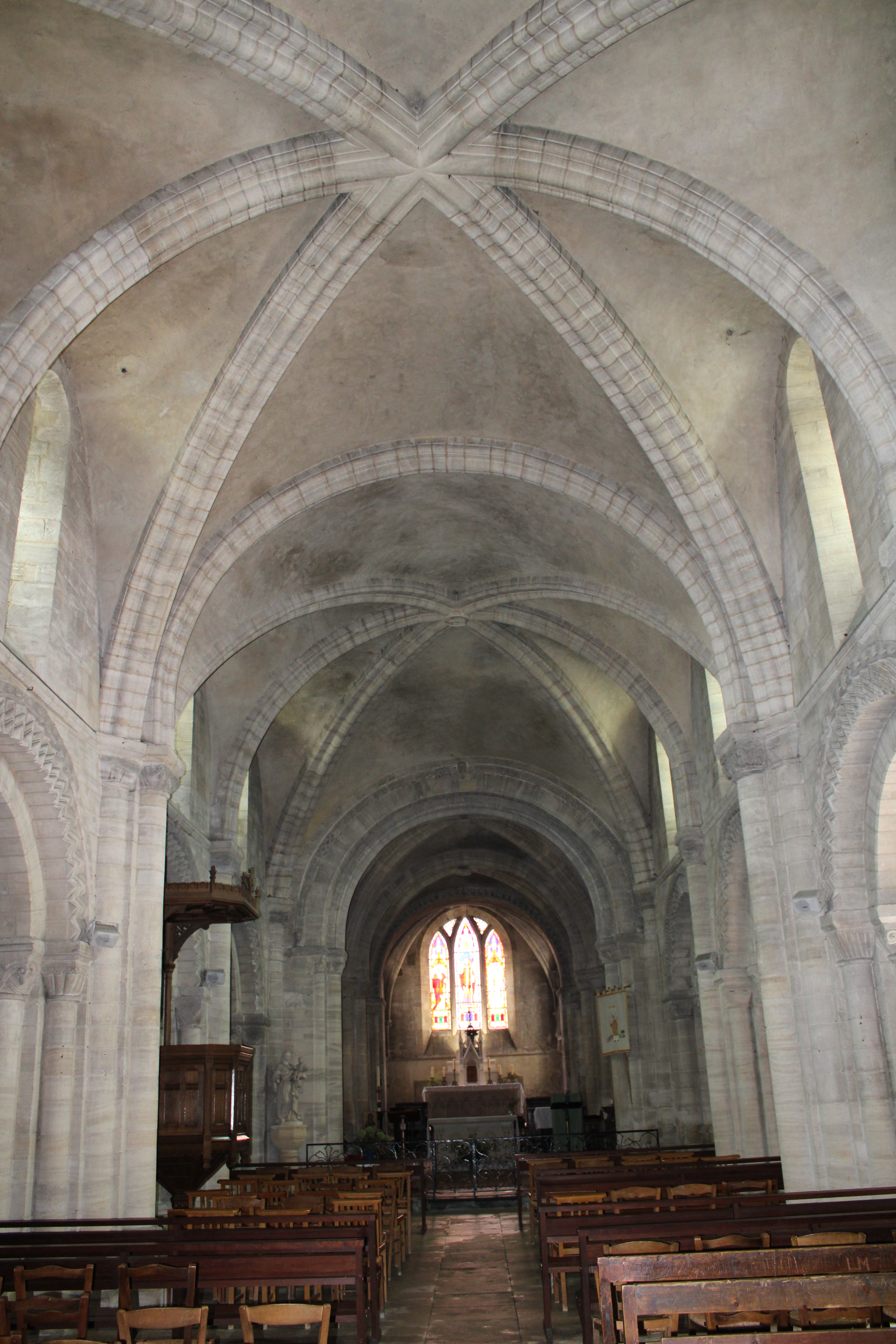
La nef de l'église.
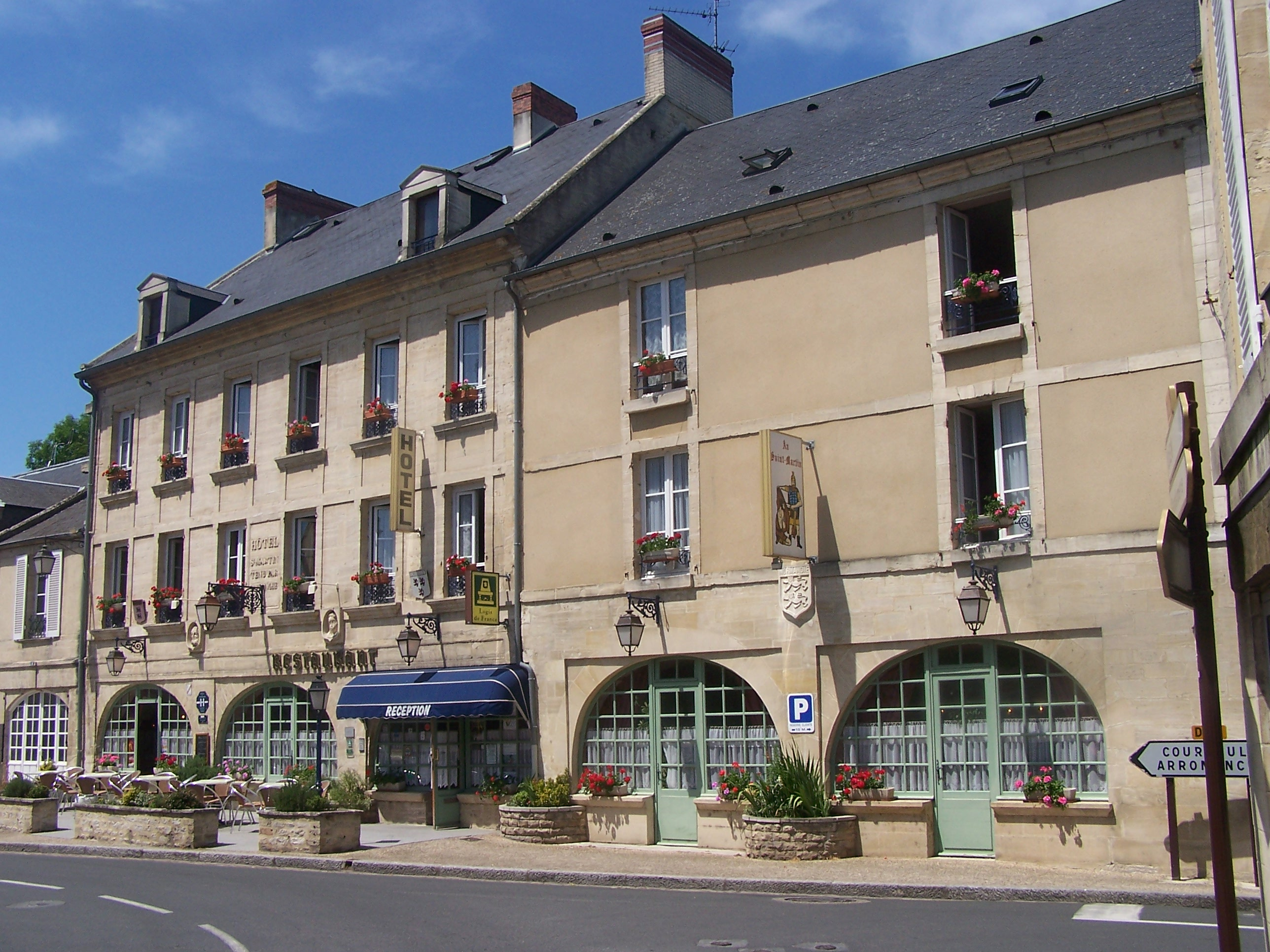
Façade des anciennes halles.
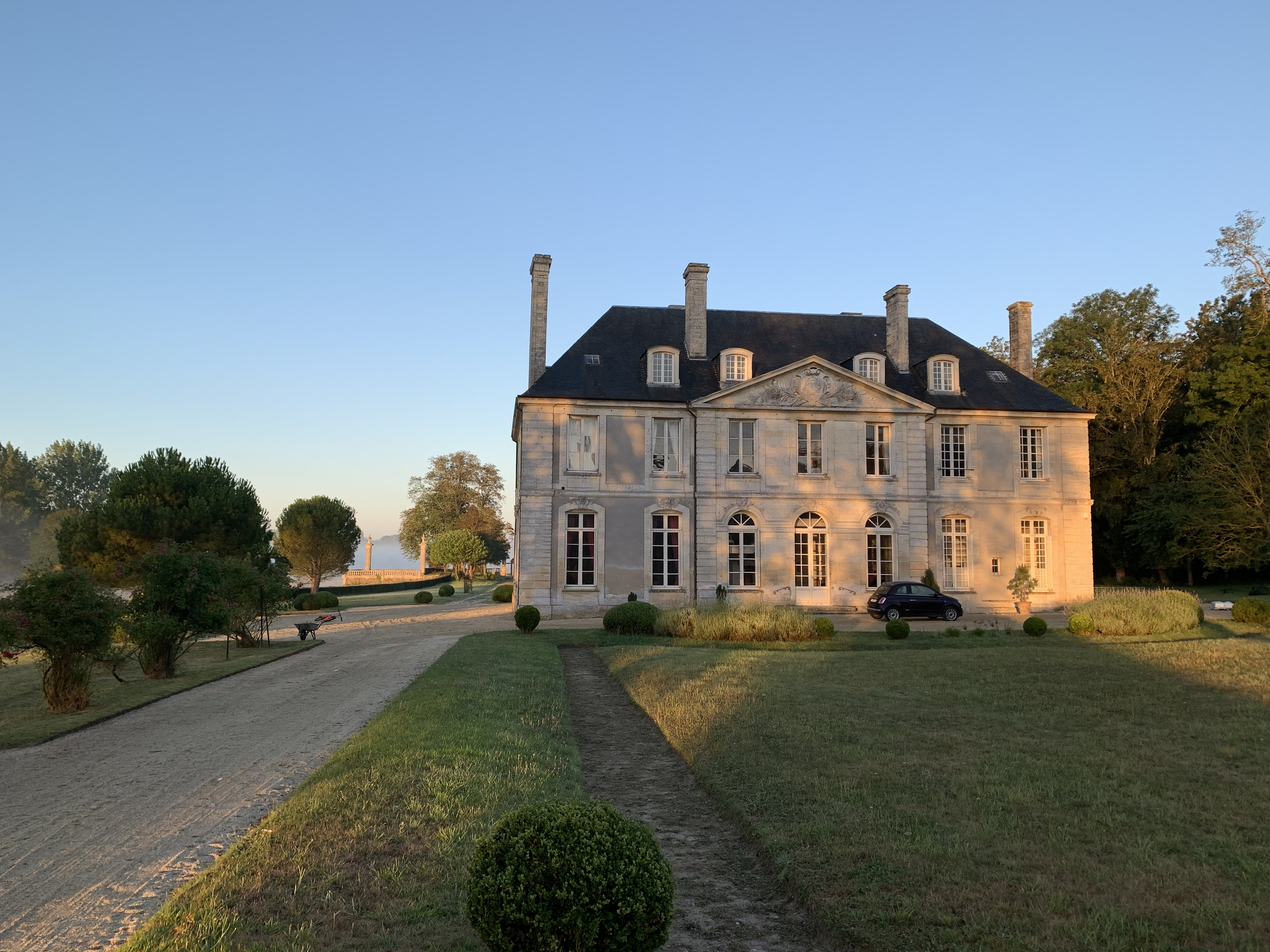
Le château de Creullet.
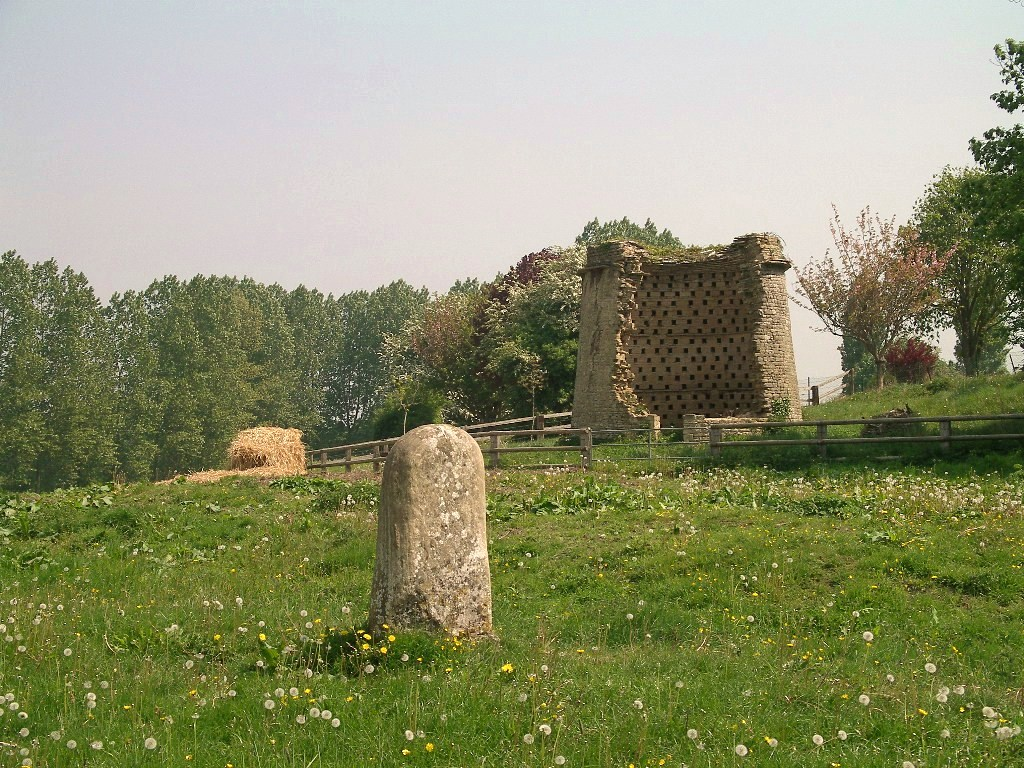
Pierre levée et vieux colombier.
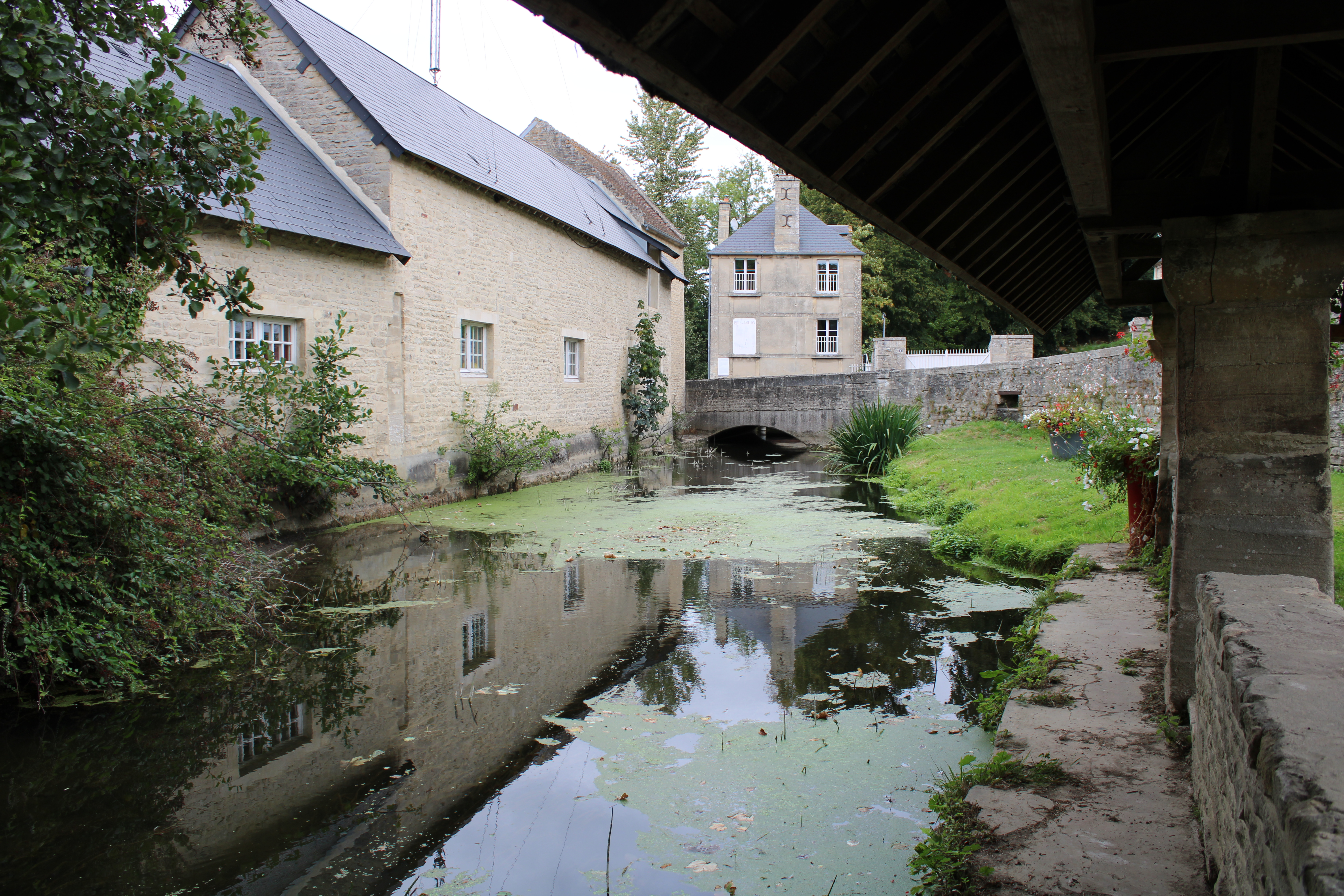
Lavoir sur la Seulles.

### Activité et manifestations

#### Sports
L'Union sportive Creully-Commes, née de la fusion entre les clubs de l'Union sportive de Creully et du Football Club de Commes, fait évoluer deux équipes de football en divisions de district.

### Personnalités liées à la commune
- Hamon le Dentu († 1047), seigneur de Creully.
- Robert FitzHamon († 1107), seigneur de Creully.
- Jacques-François-Louis Le Lubois, (1736-1824), religieux et homme politique, député du Clergé aux états généraux de 1789 pour le bailliage de Coutances.
- Bernard Montgomery (1887-1976), général de l'armée britannique durant la Seconde Guerre mondiale.
- Raymond Triboulet (1906-2006), résistant et homme politique français.
- Jean François de Canchy (1947-), haut fonctionnaire.

### Héraldique
| Armes de Creully | Les armes de la commune de Creully se blasonnent ainsi : D'argent à trois lionceaux de gueules, 2 et 1. |